# Коркоранская школа искусств и дизайна
Коркоранская школа искусств и дизайна (англ. Corcoran School of the Arts and Design, известна также как Corcoran School, сокр. CSAD) — американская художественная школа при Университете Джорджа Вашингтона в городе Вашингтоне.
Школа размещается в Галерее искусств Коркоран — старейшем частном культурном учреждении Вашингтона, расположенном на «Эллипсе», напротив Белого дома.

## История
В 1869 году Уильям Уилсон Коркоран основал одноимённую художественную галерею. Строительство здания для неё было начато ещё в 1859 году. Во время Гражданской войны здание использовалась войсками Армии Союза как офисы и склад. Работа по восстановлению здания возобновилась сразу же после окончания войны. В 1874 году здесь открылась художественная галерея, принявшая первых посетителей. Первым мероприятием, проведенным в этом же году, был сбор средств для завершения строительства Монумента Вашингтону.
В 1877 году художник Элифалет Эндрюс начал предлагать приезжим студентам и художникам бесплатное обучение на территории галереи. В 1878 году Уильям Коркоран пожертвовал дополнительные средства для создания школы, которая была бы связана с его галереей. После смерти Коркорана, в 1889 году было построено небольшое здание, которое должно было придать галерее Коркоран место для обучения искусству. В 1890 году школа Коркоран официально была открыта.
Позже было построено новое, более крупное здание, спроектированное Эрнестом Флэггом, с цокольным этажом, предназначенным для мастерских и студий для студентов, а также двумя верхними этажами, отведенными под галерейные залы. С 1897 по 1930-е годы школа продолжала скромно существовать для студентов-искусствоведов. В 1930-х годах она начала расширяться: появились коммерческие художественные классы, были учреждены стипендии, организованы детские курсы, керамические мастерские, библиотека, а также классы выходного дня и летние возможности.
Аккредитация школы Коркоран прошла в середине 1970-х годов в Национальной ассоциации школ искусств (National Association of Schools of Art). В 1978 году была вручена первая степень бакалавра изящных искусств. В 1985 году школа была официально аккредитована Комиссией по высшему образованию средних штатов.
В 1999 году школа была официально переименована в Коркоранский колледж искусств и дизайна (Corcoran College of Art and Design).
В 2014 году согласно решению Верховного суда округа Колумбия, Галерея Коркоран была закрыта, колледж был передан Университету Джорджа Вашингтона, который сегодня управляет Школой искусств и дизайна Коркоран, являющейся частью Колумбийского колледжа искусств и наук.